# Nonaka Shunsuke
Shunsuke Nonaka (sinh ngày 12 tháng 5 năm 1977) là một cầu thủ bóng đá người Nhật Bản.

## Sự nghiệp câu lạc bộ
Shunsuke Nonaka đã từng chơi cho Vegalta Sendai.